# BK Falkarna
Bowlingklubben Falkarna är en bowlingklubb från Falkenberg. Klubben bildades 1973 och har spelat tio säsonger i högsta serien.